# Trisetaria linearis
Trisetaria linearis är en gräsart som beskrevs av Peter Forsskål. Trisetaria linearis ingår i släktet Trisetaria och familjen gräs. Inga underarter finns listade i Catalogue of Life.